# براندو ایتون
براندو ایتون (انگلیسی: Brando Eaton؛ زادهٔ ۱۷ ژوئیهٔ ۱۹۸۶) یک هنرپیشه اهل ایالات متحده آمریکا است. وی از سال ۲۰۰۶ میلادی تاکنون مشغول فعالیت بوده‌است.
او در فیلم تلاش سخت بازی کرده‌است.